# Ашаффенбург (район)
Ашаффенбург (нім. Aschaffenburg) — район у Німеччині, у складі округу Нижня Франконія федеральної землі Баварія. Районний центр — місто Ашаффенбург, яке адміністративно до складу району не входить.

## Населення
Населення району становить 174 658 осіб (станом на 31 грудня 2020).

## Адміністративний поділ
Район складається з одного міста (нім. Städt), 6 торговельних громад (нім. Märkte) та 25 громад (нім. Gemeinden):
| Міста 1. Альценау (18525) Об'єднання громад 1. Гайгенбрюккен (Гайгенбрюккен та Гайнріксталь) 2. Меспельбрунн (Даммбах, Гаймбухенталь та Меспельбрунн) 3. Шелькріппен (Бланкенбах, Кляйнкаль, Кромбах, Шелькріппен, Зоммеркаль, Вестернгрунд та Візен) Торговельні громади 1. Гольдбах (10092) 2. Гросостгайм (16340) 3. Гесбах (13154) 4. Мембріс (11560) 5. Шелькріппен (4262) 6. Штокштадт-ам-Майн (8028) | Громади 1. Бессенбах (5615) 2. Бланкенбах (1526) 3. Вальдашафф (4162) 4. Вайберсбрунн (1977) 5. Вестернгрунд (1947) 6. Візен (1010) 7. Гайбах (8441) 8. Гайгенбрюккен (2276) 9. Гайзельбах (2087) 10. Гаймбухенталь (2214) 11. Гайнріксталь (845) 12. Глаттбах (3371) 13. Даммбах (1876) 14. Зайлауф (3593) 15. Зоммеркаль (1282) 16. Йоганнесберг (3933) 17. Каль-ам-Майн (8203) 18. Карлштайн-ам-Майн (8022) 19. Кляйнкаль (1865) 20. Кляйностгайм (8164) 21. Кромбах (2110) 22. Лауфах (5200) 23. Майнашафф (8999) 24. Меспельбрунн (2218) 25. Ротенбух (1761) |

Дані про населення наведені станом на 31 грудня 2020.